# ان‌جی‌سی ۵۲۵۶
ان‌جی‌سی ۵۲۵۶ (انگلیسی: NGC 5256) شامل دو کهکشان دیسکی است که با یکدیگر برخورد می‌کنند. این دو کهکشان در صورت فلکی دب اکبر واقع شده است و توسط ویلیام هرشل در ۱۲ مه ۱۷۸۷ کشف شد.